# Dominique Fishback

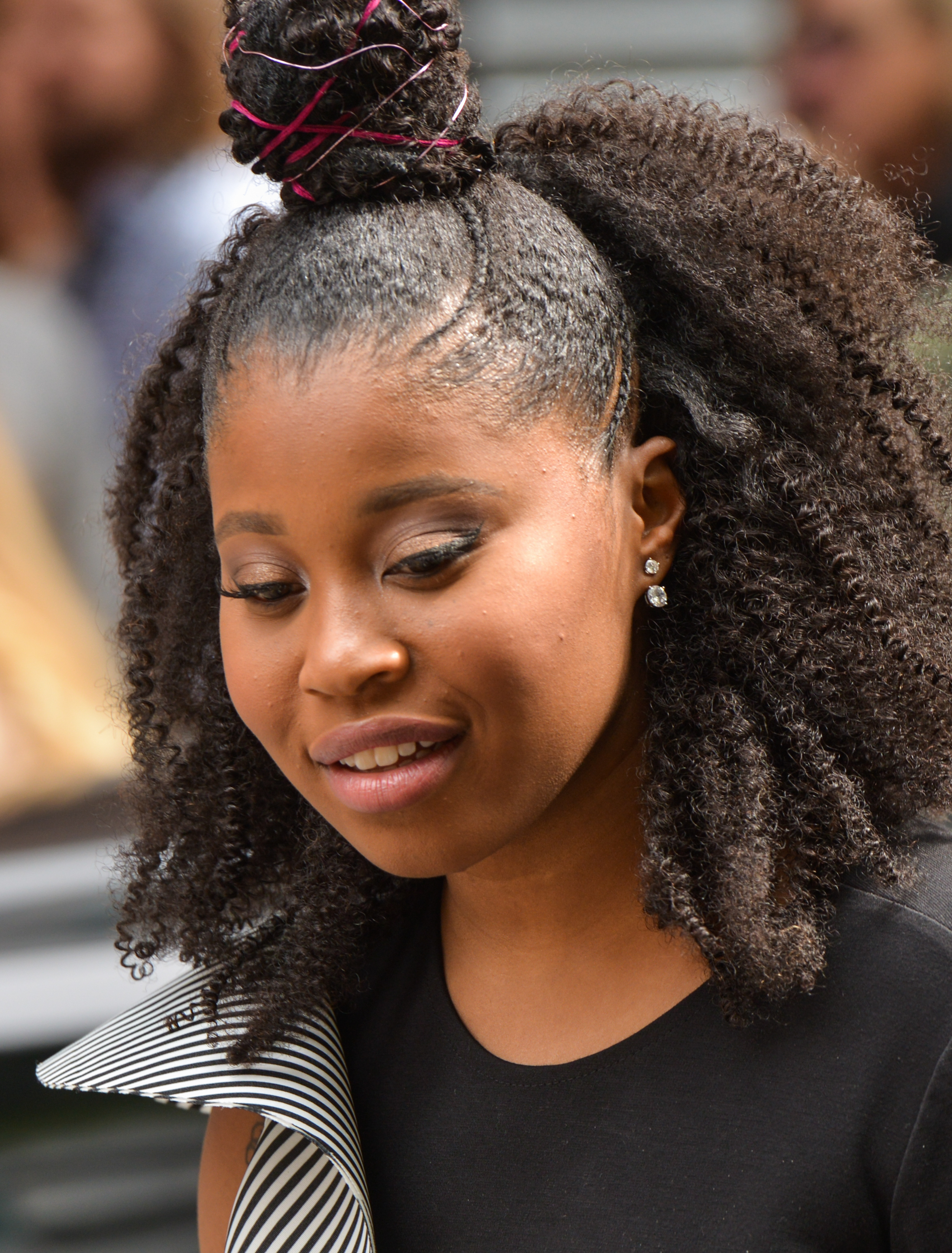
Dominique Fishback 2018 bei der Premiere des Films The Hate U Give beim Toronto International Film Festival

Dominique Fishback (* 22. März 1991 in New York) ist eine US-amerikanische Theater- und Filmschauspielerin.

## Leben
Dominique Fishback wurde 1991 in New York geboren. Im Jahr 2013 schloss sie ihr Studium an der New Yorker Pace University mit einem BA in Theater ab. In dem Stück Subverted gab Fishback 2014 ihr Off-Off-Broadway-Debüt, in dem sie 22 verschiedene Figuren spielte.
In der Fernsehserie Show Me a Hero spielte sie die alleinerziehende Mutter Billie Rowan. Ihre bislang wichtigste Rolle in einer Fernsehserie erhielt sie in The Deuce, in der sie die bildungshungrige Prostituierte Darlene spielte. Ihre erste Filmrolle erhielt sie in Night Comes On, der im Januar 2018 beim Sundance Film Festival seine Premiere feierte. Es folgte eine Rolle in dem Film The Hate U Give.
Im Film Judas and the Black Messiah von Shaka King erhielt sie die Rolle der Deborah Johnson, die später Akua Njeri genannt wurde, die schwangere Freundin von Fred Hampton, einem US-amerikanischen Bürgerrechtler und Aktivisten der Black Panther Party, der von Daniel Kaluuya gespielt wurde.

## Filmografie (Auswahl)
- 2015: Blue Bloods – Crime Scene New York (Fernsehserie, 1 Folge)
- 2017–19: The Deuce (Fernsehserie, 18 Folgen)
- 2018: Night Comes On
- 2018: The Hate U Give
- 2020: Project Power
- 2021: Judas and the Black Messiah
- 2021: Modern Love (Fernsehserie, Folge 2x4)
- 2022: Die letzten Tage des Ptolemy Grey (The Last Days of Ptolemy Grey, Fernsehserie)
- 2023: Bienenschwarm (Swarm, Fernsehserie)
- 2023: Transformers: Aufstieg der Bestien (Transformers: Rise of the Beasts)

## Auszeichnungen
Emmy
- 2023: Nominierung als Beste Hauptdarstellerin in einer Miniserie oder einem Fernsehfilm (Bienenschwarm)

Chéries-Chéris
- 2018:	Auszeichnung mit dem Acting Prize (Night Comes On)[4]

Critics’ Choice Television Award
- 2023: Nominierung als Beste Nebendarstellerin in einem Fernsehfilm oder einer Miniserie (Die letzten Tage des Ptolemy Grey)[5]

Gotham Award
- 2023: Nominierung in der Kategorie Performance in a New Series (Bienenschwarm)

San Diego International Film Festival
- 2018: Auszeichnung mit dem Rising Star Award (The Hate U Give)[6]